# NGC 2326
NGC 2326 is een balkspiraalstelsel in het sterrenbeeld Lynx. Het hemelobject werd op 9 februari 1788 ontdekt door de Duits-Britse astronoom William Herschel. Het bevindt zich in de buurt van NGC 2326A.

## Synoniemen
- UGC 3681
- MCG 8-13-62
- ZWG 234.60
- IRAS07043+5045
- PGC 20218